# Lamprey
De Lamprey (River) is een 80,8 km lange rivier in het zuidoosten van New Hampshire in de Verenigde Staten.
De rivier begint bij Meadow Lake nabij Northwood. Van daaruit stroomt hij in zuidoostelijke richting door Raymond, Epping, Lee, Durham en Newmarket om uiteindelijk in de Atlantische Oceaan uit te monden.
- Library of Congress Control Number: sh90002527
- Nationale Bibliotheek van Israël: 987007553881205171
- Virtual International Authority File: 315527351